# راس ۱۲۸

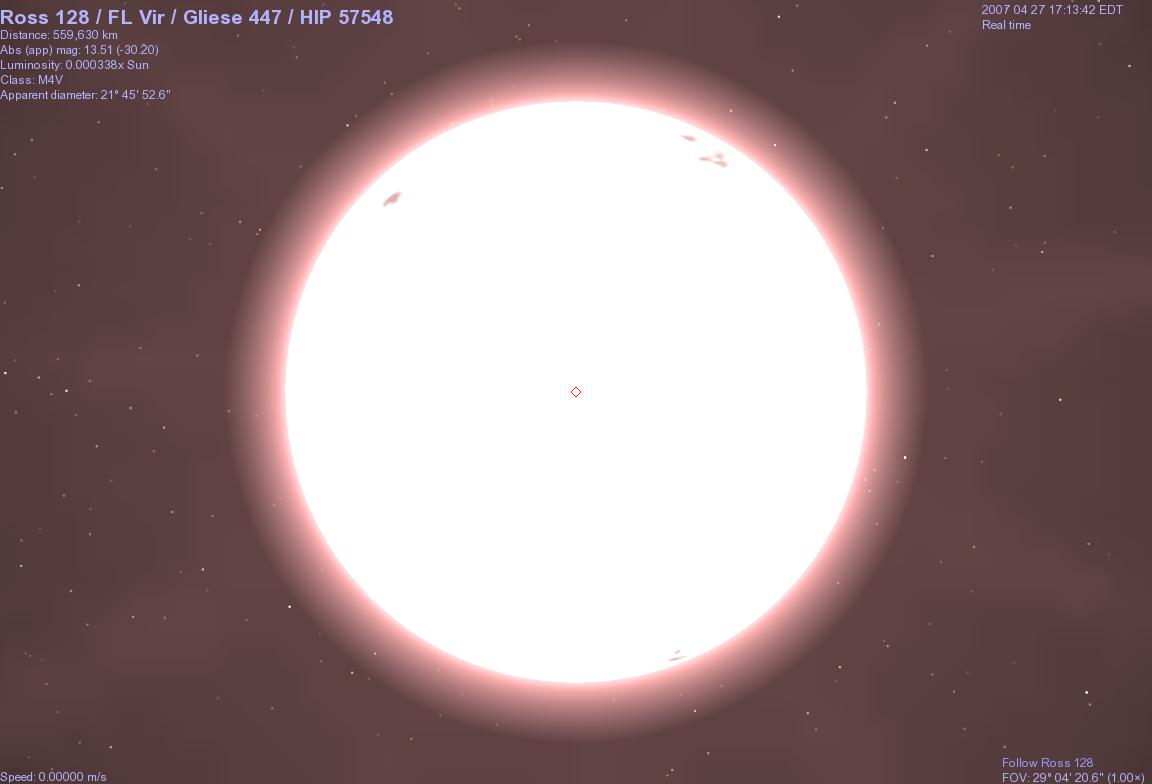
نمایی از ستارهٔ راس ۲۸ در منظومهٔ خورشیدی – ۲۰۰۷

راس ۱۲۸ یک ستاره است که در صورت فلکی دوشیزه قرار دارد.